# Gustav Ludwig Hertz
Gustav Ludwig Hertz (ur. 22 lipca 1887 w Hamburgu, zm. 30 października 1975 w Berlinie wschodnim) – niemiecki fizyk pochodzenia żydowskiego, laureat Nagrody Nobla w dziedzinie fizyki w roku 1925 (wraz z Jamesem Franckiem) za odkrycie praw rządzących zderzeniem elektronu z atomem.

## Życiorys
Ukończył Johanneum Gymnasium w Hamburgu (1906), a następnie studiował na Uniwersytecie w Getyndze i Uniwersytecie Ludwika i Maksymiliana w Monachium. W roku 1911 uzyskał doktorat z fizyki w Uniwersytecie Humboldtów w Berlinie, gdzie w latach 1913–1914 i 1917–1920 był wykładowcą fizyki. W roku 1925 objął stanowisko profesora fizyki na Uniwersytecie w Halle, a w latach 1928–1935 kierował Instytutem Fizyki na Uniwersytecie Technicznym w Berlinie.
W okresie II wojny światowej (1935–1945) pełnił funkcję dyrektora laboratorium badawczego Siemens & Halske. W 1945 roku został wywieziony przez Sowietów do ZSRR. Po wojnie kierował w latach 1945–1954 Institut G (Suchumi, Gruzińska SRR), a następnie był profesorem fizyki na Uniwersytecie Lipskim (1954–1961).
Został pochowany na cmentarzu Ohlsdorf.
Był bratankiem Heinricha Hertza i ojcem Carla Hellmutha Hertza.

## Wyróżnienia[3]
- 1925 – Nagroda Nobla w dziedzinie fizyki (z Jamesem Franckiem)
- 1951 – Medal Maxa Plancka (z Jamesem Franckiem)
- 1951 – Nagroda Stalinowska (z Heinzem Barwichem(inne języki))
- 1955–1967 – prezydentura Stowarzyszenia Fizyków (NRD)
- członkostwo Niemieckiej Akademii Nauk i Rosyjskiej Akademii Nauk (członek zagraniczny)